# Most Yavuza Sultana Selima
Most Yavuza Sultana Selima (turško: Yavuz Sultan Selim Köprüsü) je most za železniški in cestni motorni promet, ki premošča Bosporski preliv, severno od dveh obstoječih visečih mostov v Carigradu, Turčija. Prvotno so ga poimenovali Tretji Bosporski most (prvi je Bosporski most, drugi pa most Fatiha Sultana Mehmeda). Most stoji blizu črnomorskega vhoda v Bospor, med krajema Garipçe v Sarıyerju na evropski strani in Poyrazköy v Beykozu na azijski strani.
Slovesnost polaganja temeljnega kamna je bila 29. maja 2013 . Most je bil odprt za promet 26. avgusta 2016 .
S 322 m je most eden najvišjih mostov na svetu . Za viaduktom Millau v Franciji in mostom Pingtang na Kitajskem je tretji najvišji most na svetu katere koli vrste . Most je tudi eden od najširših visečih mostov na svetu , s širino 58,4 metra.

## Projekt
Most je del predvidene 260 km dolge avtoceste Severna Marmara (turško Kuzey Marmara Otoyolu), ki bo obšla mestna območja Carigrada na severu, in povezuje Kınalı, Silivri na zahodu in Paşaköy, Hendek na vzhodu. 58,4 metra širok most je dolg 2164 m, z glavnim razponom 1408 m. Glavni razpon je deveti najdaljši viseči most na svetu. 
Zasnoval ga je švicarski inženir Jean-François Klein (vodja projekta) in francoski konstrukcijski inženir Michel Virlogeux iz podjetja T-ingénierie (Ženevsko podjetje), most je kombiniran cestno-železniški most. V vsaki smeri ima štiri avtocestne prometne pasove in eno železniško progo. Gradnjo je izvedel konzorcij turškega podjetja İçtaş in italijanskega podjetja Astaldi, ki je 30. maja 2012. zmagal pri natečaju. Proračunski stroški gradnje mostu so znašali 4,5 milijarde TRY (približno 2,5 milijarde ameriških dolarjev marca 2013). Prvotno naj bi se gradnja končala v 36 mesecih, datum odprtja je bil predviden konec leta 2015. 29. maja 2013 je takratni premier Recep Tayyip Erdoğan ukazal vodstveni ekipi, naj gradnjo zaključi v 24 mesecih in predvidel datum odprtja za 29. maj 2015.
Med avtocestnimi izhodi Odayeri in Paşaköy je cestnina za most znašala 9,90 ₺. Pričakovan promet je bil 135.000 vozil dnevno v vsako smer. Minister za promet in zveze Binali Yıldırım je izjavil, da je od skupne površine, ki naj bi bila podržavljena za projekt mostu, 9,57 % zasebna lastnina, 75,24 % gozdna zemljišča, preostalih 15,19 % pa zemljišča v državni lasti.
Junija 2018 je Bloomberg med turško valutno in dolžniško krizo poročal, da je Astaldi, italijansko večnacionalno gradbeno podjetje, pripravljeno prodati svoj delež v projektu mostu Yavuza Sultana Selima za 467 milijonov dolarjev. Projekt ni izpolnil napovedi, Ankara pa je morala povečati prihodke operaterjev iz proračuna, partnerji v skupnem podjetju pa so od začetka leta 2018 od upnikov zahtevali prestrukturiranje 2,3 milijarde dolarjev dolga. Kitajski ICBC je 30. julija 2018 postal glavni regulator pooblaščen za refinanciranje trenutnega posojila za most v višini 2,7 milijarde USD.

## Zgodovina gradnje
Načrte za tretji Bosporski most je ministrstvo za promet odobrilo leta 2012. Za gradnjo je bil izbran konzorcij İçtaş-Astaldi 29. maja 2012.
Gradnja mostu se je uradno začela s postavitvijo temeljnega kamna na slovesnosti, ki je potekala 29. maja 2013, na obletnico osvojitve Carigrada leta 1453. Slovesnosti so se udeležili takratni državni predsednik Abdullah Gül, premier Recep Tayyip Erdoğan in številni visoki uradniki. Erdoğan je voditeljski skupini za gradnjo naročil, naj v roku 24 mesecev zaključi gradnjo, datum odprtja pa je določil za 29. maj 2015.
Delo je bilo začasno ustavljeno julija 2013, potem ko je postalo očitno, da je območje napačno postavljeno, vendar šele po odstranitvi tisoč dreves. V akciji, objavljeni v dokumentaciji, vloženi zaradi spremembe načrta, ki jo je 11. junija 2013 napisal generalni direktor Direkcije za državne ceste Mehmet Cahit Turhan, je zapisano, »da je primerno, da se trenutni načrt gradnje prekliče zaradi potrebe po reviziji, ki je bila posledica spremembe smeri projekta« . Ministrstvo in gradbeno podjetje sta zavrnili kakršno koli spremembo lokacije gradbišča.
Cene zemljišč na severnih, manj urbaniziranih območjih na obeh straneh Bosporja so naraščala v pričakovanju urbanizacijskega razcveta, zahvaljujoč novi povezavi, v skladu z dokumentarnim filmom Ekumenopolis iz leta 2010 o tem območju. Učinkovitost zastavljenega cilja olajšanja prometnih zastojev je izpodbijana in trdi, da »je projekt le nekaj več kot spodbuda za odpiranje razvojnih zemljišč, ki so bila dolgo zaščitena z zakonom«. Zadevne zelene površine in mokrišča, ki predstavljajo zalogo večine pitne vode za mesto, štejejo za »bistvena za ekološko in gospodarsko trajnost Carigrada, morebitno onesnaženje podzemne vode pa bi povzročilo propad mesta«. Leta 1995 je Erdoğan, takratni župan Carigrada izjavil, da bi tretji most pomenil »umor mesta« . 
5. aprila 2014, okoli 21. ure po lokalnem času, se je med gradbenimi deli na priključni cesti do mostu na azijski strani Bosporja pri kraju Çavuşbaşı, Beykoz, zgodila smrtna nesreča. Trije delavci so bili ubiti, še en pa je bil ranjen, ko so padli iz propadajočega 50-metrskega odra, medtem ko so vlivali beton na viadukt.

## Imenovanje
Ime mostu je na podelitveni slovesnosti objavil predsednik Abdullah Gül kot most Yavuza Sultana Selima v čast osmanskega sultana Selima I. (približno 1470–1520), ki je Osmansko cesarstvo razširil na Bližnji vzhod in sever Afrike v letih 1514–1517 in je po osvajanju Egipta leta 1517 pridobil naziv kalif islama za osmansko rodbino . Poimenovali so ga Yavuz, ki v prevodu pomeni 'strašljiv' ali bližje 'strog' ali 'neizprosen'. Leta 1520 ga je nasledil njegov sin Sulejman Veličastni.
Izbira imena mostu je povzročila proteste Alevitov v Turčiji zaradi domnevne vloge sultana Selima I. v osmanskem pregonu Alevitov. Po Şahkulujevem uporu (1511) v Anatoliji in bitki pri Çaldıranu (1514) na severozahodu Irana, med katero so Kizilbaški bojevniki Alevitov v vzhodni Anatoliji (ki se držijo šiitske sekte islama), stopili na stran šaha Ismaila I. Safavidskega iz Perzije, je zmagoviti Selim I.  ukazal pokol nad Qizilbaši, ki ga je smatral za izdajalce in krivoverce.

## Otvoritvena slovesnost
Otvoritvene slovesnosti 26. avgusta 2016 so se udeležili bolgarski premier Bojko Borisov, predsednik Bosne in Hercegovine Bakir Izetbegović, makedonski predsednik Gjorge Ivanov, bahrajnski kralj Hamad bin Isa Al Khalifa in predsednik samo razglašene države Severni Ciper Mustafa Akıncı. Otvoritvene slovesnosti so se tako udeležili tudi glavni minister Pandžaba (Pakistan) Šahbaz Šarif, namestnik srbskega podpredsednika vlade Sandžak, Rasim Ljajić, prvi podpredsednik Gruzije Dimitri Kumsišvili in visoki visoki uradniki iz Azerbajdžana. Govorili so turški predsednik Recep Tayyip Erdoğan in premier Binali Yıldırım.

## Galerija

### Med gradnjo
- Poyrazköy pilon (pogled iz Garipçe, Sarıyer januarja 2014)
- Pogled iz Anadolu Kavağı, julij 2015
- Pogled iz [Poyrazköja, julij 2015

### Po zaključku
- Most Yavuza Sultana Selima, 24. avgusta 2016